# SolidaritéS
SolidaritéS és un partit polític de Suïssa d'esquerra anticapitalista fundat el 1992 als cantons francòfons de Ginebra, Vaud i Neuchâtel, i al cantó suís d'alemany de Basilea, amb dissidents del Partit del Treball Suís i membres de la dissolta federació suïssa de la Quarta Internacional.
Des de 1999 fins a 2007 ha tingut representació al Consell Nacional de Suïssa, amb un 0,5% dels vots (Pierre Vanek). A les eleccions federals suïsses de 2007 va baixar al 0,4% i ha esdevingut extraparlamentari. Un dels seus objectius és la renovació del marxisme. A les eleccions cantonals de Ginebra forma part de la coalició A gauche toute! Genève.

## Resultats electorals
| Any  | Vots             | %                | Escons al CN | +/- | Escons al CE | +/- |
| ---- | ---------------- | ---------------- | ------------ | --- | ------------ | --- |
| 1995 | 6,168            | 0.32             | 0 / 200      | Nou | 0 / 46       | Nou |
| 1999 | 9,138            | 0.47             | 1 / 200      | 1   | 0 / 46       | =   |
| 2003 | 10,562           | 0.50             | 1 / 200      | =   | 0 / 46       | =   |
| 2007 | 8 670            | 0,37             | 0 / 200      | 1   | 0 / 46       | =   |
| 2011 | Coalició amb PTS | Coalició amb PTS | 0 / 200      | =   | 0 / 46       | =   |
| 2015 | Coalició amb PTS | Coalició amb PTS | 0 / 200      | =   | 0 / 46       | =   |
| 2019 | Coalició amb PTS | Coalició amb PTS | 1 / 200      | 1   | 0 / 46       | =   |
| 2023 | Coalició amb PTS | Coalició amb PTS | 0 / 200      | 1   | 0 / 46       | =   |